# Budowla hydrotechniczna
Budowla hydrotechniczna – budowla służąca gospodarce wodnej, kształtowaniu zasobów wodnych
i korzystaniu z wód. Pojęcie budowli hydrotechnicznej obejmuje także urządzenia i instalacje techniczne związane z daną budowlą. Budowle hydrotechniczne można podzielić na:
śródlądowe budowle hydrotechnicznepodstawowym aktem prawnym w Polsce definiującym wymagania techniczno-budowlane dla budowli hydrotechnicznych jest wydane na podstawie odpowiedniej delegacji ustawowej, zawartej w Prawie budowlanym, rozporządzenie w sprawie warunków technicznych, jakim powinny odpowiadać budowle hydrotechniczne i ich usytuowanie. W paragrafie 3 punkcie 1 tego rozporządzenia znajduje się podstawowa definicja pojęcia budowli hydrotechnicznej sporządzona dla potrzeb tego rozporządzenia
morskie budowle hydrotechnicznebudowla nawodna lub podwodna usytuowana: na obszarach morskich, w rejonie bezpośredniego kontaktu z akwenami morskimi, tj. w pasie technicznym wybrzeża morskiego lub w portach i przystaniach morskich, używa się także pojęcia: budowla morska; dla tej grupy budowli hydrotechnicznych wydano odrębne przepisy techniczno-budowlane, również z delegacji ustawowej zawartej w Prawie budowlanym.
Budowlami hydrotechnicznymi śródlądowymi są między innymi:
- jazy
- zapory
- śluzy wodne
- elektrownie wodne
- wały przeciwpowodziowe
- kanały i zbiorniki
- ogrody deszczowe.

Podstawowa w zakresie gospodarki wodnej ustawa – Prawo wodne – posługuje się nieco innym pojęciem: urządzeń wodnych; oba pojęcia w podstawowym zakresie dotyczą tych samych obiektów.